# Fibrillogenese
Fibrillogenese is de aanmaak van fijne fibrillen door collageenvezels in het bindweefsel.
Het woord is afgeleid van het Latijnse fibrilla (wat vezeltjes betekent) en het Griekse genesis (aanmaken, het proces waardoor iets wordt gecreëerd). Fibrillen vormen de kleinste onderdelen van collageen, wat is opgebouwd uit fibrillen, die samen vezels vormen, die weer samenkomen in bundels.